# 黄复康
黄复康（1902年—1981年），男，福建龙岩人，中国实业家、社会活动家，曾任致公党中央常委，第五届全国人大代表。